# Michael Murphy (Schiff)
Die Michael Murphy, auch USS Michael Murphy (Kennung: DDG-112), ist ein Lenkwaffenzerstörer der Arleigh-Burke-Klasse (Flight IIA) der United States Navy.

## Geschichte
Das 2002 bestellte Schiff ist nach Lt. Michael P. Murphy benannt, einem United States Navy Seal, dem im Oktober 2007 posthum die Medal of Honor verliehen wurde.
Im Juni 2010 legte Bath Iron Works den Kiel des Zerstörers. Am 7. Mai 2011, dem Geburtstag von Namenspatron Michael P. Murphy, wurde der Zerstörer von Murphys Mutter Maureen Murphy getauft. Die Michael Murphy wurde am Folgetag vom Stapel gelassen.
Die Indienststellung der Michael Murphy fand am 6. Oktober 2012 in New York statt.